# Angelspit
Angelspit es una banda de género Industrial proveniente de Sídney, Australia. Fue formada en el 2004 por la líder y vocalista DestroyX y el sintetizador ZooG, más tarde ese mismo año publicaron su independiente EP Nurse Grenade. Su primer álbum producido en estudio, Krankhaus, fue publicado en el 2006 por Dancing Ferret Discs, y fue seguido por la publicación de su segundo álbum, Blood Death Ivory, en el 8 de julio de 2008. La música de la banda combina elementos únicos y estilísticos góticos, punk y de música electrónica además de pop y metal y su trabajo contiene imágenes que giran en torno a experimentos médicos y lo grotesco de la sociedad.

## Miembros de la Banda
- George Bikos  – guitarrista (2012–presente)
- Zoog Von Rock (Anteriormente ZooG) – vocalista, teclados, sintetizadores , vocoders (2004–presente)

## Discografía
- Nurse Grenade (2004)
- Krankhaus (2006)
- Blood Death Ivory (2008)
- Black Kingdom Red Kingdom (Remix) (2009)
- Hideous and Perfect (2009)
- Larva Pupa Tank Coffin (Remix) (2010)
- Carbon Beauty (Remix) (2011)
- Refibrillator (2012)